# Pont del Diable (Sant Joan de Fòrcs)
El Pont del Diable (en occità Pont del Diable) és una construcció d'arquitectura romànica situada al terme municipal de Sant Joan de Fòrcs (Llenguadoc). Es troba a la fi de la gorja de l'Erau, al voltant de 4km al nord-oest d'Anhana. La seua construcció resultà d'un acord entre l'abadia d'Anhana i l'abadia de Gel·lona, probablement a la primera meitat del segle xi. Segons les últimes recerques portades a terme per la Universitat de Montpeller, la construcció va tindre lloc l'any 873, tal com es desprèn del cartulari de Gel·lona. Al voltant de 1770 va ésser augmentat en amplada i alçada. El Ministeri de Cultura francès el classificà com a monument històric el 5 d'abril de 1935. A més, figura com a patrimoni de la Humanitat dels camins de Sant Jaume des de 1998.